# 집단 농장
집단 농장(集團農場)은 경작 농민의 조합에 따라 소유·운영되는 형태의 농장이다. 코뮌의 한 형태.
거의 대부분의 경우, 농업 시설에 그치지 않고 여러 가지 복리후생 시설을 겸비하고 있으며, 조합원의 공동생활을 전제로 하고 있는 곳이 많다. 공산주의 국가에서는 당책으로서, 기존 농지에 대한 농업집단화의 과정에서 강제적으로 형성되었다. 한편, 자본주의 국가에서는 기존 농지가 집단화된 사례는 거의 없고, 개척지에 형성되는 일이 많다. 농장의 의사결정은 (적어도 외관적으로는) 민주적 과정으로 이루어진다.

## 집단농장의 예

### 공산주의 국가
- 콜호스 (소련)
- 인민공사 (중국)

### 자본주의 국가
- 키부츠 (이스라엘)

## 같이 보기
- 공동체
- 농장
- 조합